# Мукан Володимир Сергійович
Володи́мир Сергі́йович Мука́н (1987—2023) — український філолог, журналіст та військовослужбовець, учасник російсько-української війни, який загинув під час російського вторгнення в Україну.

## Життєпис
Народився у м. Черкаси. Закінчив черкаську школу № 34. Вищу освіту здобув у навчально-науковому інституті філології Київського національного університету ім. Тараса Шевченка, де згодом навчався в аспірантурі.
Працював журналістом у різних ЗМІ: «Газеті по-українськи», Znaj.ua, «Мейнстрім», «Gazeta.ua», «Країна» тощо. Також був піарником у компаніях «Екокарз», «Електрокарз», СК «ПЗУ Україна». Викладав в Університеті державної фіскальної служби України в м. Ірпінь Київської області. Співробітник навчально-наукового інституту філології КНУ ім. Тараса Шевченка.
Брав участь в Революції гідності 2013—2014 року.
Кілька років був співорганізатором найбільшого ретрофестивалю в Україні Old Car Land. 
З початком російського вторгнення в Україну в 2022 році став добровольцем на захист Батьківщини. Після проходження навчання потрапив у зону бойових дій, воював у Попасній на Луганщині, потім служив на Харківщині. Навесні 2023 року отримав військове звання молодшого лейтенанта. Проходив службу на посаді заступника командира стрілецької роти з морально-психологічного забезпечення.
Загинув у віці 35 років 29 квітня 2023 року в м. Бахмуті на Донеччині під час виконання бойового завдання.
Похований у м. Черкаси.
Залишились дружина та двоє синів.

## Наукова діяльність
Кандидат філологічних наук (2015). Дисертація на тему: «Поетика абсурду в українській драматургії першої половини ХХ століття (на матеріалі творів Миколи Куліша та Ігоря Костецького)». Був автором ідеї «Філологічного календаря».

## Нагороди
- Орден Богдана Хмельницького III ступеня (30 червня 2023, посмертно) — за особисту мужність, виявлену у захисті державного суверенітету та територіальної цілісності України, самовіддане виконання військового обов'язку [5].

## Вшанування пам'яті
23 листопада 2023 сесія Черкаської міської ради ухвалила рішення про перейменування в м. Черкаси вулиці Сурікова на вулицю лейтенанта Мукана.
14 червня 2024 в Черкасах відбулась презентація документального фільму «Журналіст у формі», присвяченого військовослужбовцю, лейтенанту Володимиру Мукану. Його автори — військові журналісти продакшн-студії «ТРО-МЕДІА».